# Comuna Brîțke, Lîpoveț
Brîțke (în ucraineană Брицьке) este o comună în raionul Lîpoveț, regiunea Vinnița, Ucraina, formată din satele Brîțke (reședința) și Koniușivka.

## Demografie
Componența lingvistică a satului Brîțke
     Ucraineană (97,67%)
     Rusă (2,33%)
Conform recensământului din 2001, majoritatea populației satului Brîțke era vorbitoare de ucraineană (97,67%), existând în minoritate și vorbitori de rusă (2,33%).